# Aztlan Underground
Aztlan Underground – zespół pochodzący z Los Angeles (USA).
Powstał na początku lat 90. XX wieku. Aztlan Underground w roku 1999 wygrał w kategorii "Best Hip Hop" (Najlepszy hip-hop) w amerykańskich mediach (LA Weekly).

## Skład zespołu
- Yaotl – rap/wokal
- DJ Bean – DJ
- Joe "Peps" – gitara basowa
- Zo Rock – gitara
- Ace – perkusja
- Bulldog – wokal

## Dyskografia[1]
- Sub-Verses (13 lutego 2001)
- Decolonize (31 marca 2009)